# جزيرة غوغوان
تعد جزيرة غوغوان واحدة من جزر ماريانا الشمالية في المحيط الهادئ. الجزيرة حاليا غير مأهولة. تقع غوغوان على بعد 30 ميلًا بحريًا (56 كم) جنوبًا من ألاماغان و 250 ميلًا بحريًا (463 كم) شمالًا من سايبان، وعلى بعد 67 ميلًا بحريًا (124 كم) شمال شرق ساريجان.